# Гричиновичи
Гричиновичи (бел. Грычынавічы) — деревня в Ленинском сельсовете Житковичского района Гомельской области Белоруссии.
Кругом лес.

## География

### Расположение
В 49 км на северо-запад от Житковичей, 21 км от железнодорожной станции Микашевичи (на линии Лунинец — Калинковичи), 176 км от Гомеля.

## Гидрография
На востоке канал Березнецкий.

## Транспортная сеть
Транспортные связи по просёлочной, затем автомобильной дороге Микашевичи — Слуцк. Планировка состоит из длинной прямолинейной улицы, близкой к меридиональной ориентации, к которой на севере присоединяется короткая улица, На юге параллельно основной проходит короткая прямолинейная улица. Застройка деревянная, усадебного типа.

## История
Согласно письменным источникам известна с XVI века как деревня в Слуцком повете Новогрудского воеводства Великого княжества Литовского, шляхетская собственность. После 2-го раздела Речи Посполитой (1793 год) в составе Российской империи. В 1839 году деревня в поместье Ленин, владение князя Л. П. Витгенштейна. В 1879 году упоминается как селение в Ленинском церковном приходе. В 1908 году в Ленинской волости Мозырского уезда Минской губернии.
Согласно Рижскому договору 18 марта 1921 года в составе Польши. С сентября 1939 года в составе БССР. Во время Великой Отечественной войны в феврале 1943 года немецкие оккупанты сожгли 200 дворов и убили 76 жителей. 34 жителя погибли на фронте. Согласно переписи 1959 года в составе совхоза «Ленинский» (центр — деревня Ленин). Действуют 9-летняя школа, клуб, библиотека, фельдшерско-акушерский пункт, отделение связи.

## Население

### Численность
- 2004 год — 157 хозяйств, 389 жителей.

### Динамика
- 1897 год — 34 двора, 450 жителей (согласно переписи).
- 1908 год — 88 дворов, 611 жителей.
- 1940 год — 201 двор, 876 жителей.
- 1959 год — 708 жителей (согласно переписи).
- 2004 год — 157 хозяйств, 389 жителей.